# Żabi Mnich
Żabi Mnich (niem. Froschmönch, słow. Žabí Mních, węg. Békás Bárat, 2146 m) – szczyt na południowym krańcu Żabiej Grani w Tatrach Wysokich. Nazwa pochodzi od tego, że znajduje się w Żabiej Grani i swoim kształtem przypomina Mnicha w Dolinie za Mnichem. Żabi Mnich jest widoczny znad Morskiego Oka, choć najczęściej rozmywa się na tle skalistych zboczy Żabiego Szczytu Wyżniego.
Żabi Mnich znajduje się w Żabiej Grani między Białowodzką Turniczką, od której oddziela go Białczańska Przełęcz Wyżnia (2085 m) i Zadnim Żabim Zębem, oddzielonym Wyżnimi Żabimi Wrótkami. Jest zwornikiem dla dwóch innych grzbietów. Na wschód odbiega od niego grzęda łącząca go poprzez zwornikową Wyżnią Spadową Przełączkę (ok. 2235 m) z Żabim Szczytem Wyżnim. Na południowy zachód do Czarnostawiańskiego Kotła opada skalisty grzbiet. Jego orograficznie lewe ograniczenie tworzy Wyżni Białczański Żleb, prawe – żleb z Wyżnich Żabich Wrótek i Białczański Upłaz. W grzbiecie tym tuż poniżej Żabiego Mnicha wznosi się podobny do niego kształtem i wielkością Żabi Kapucyn. Obydwa szczyty oddzielone są ostro wciętą Żabią Szczerbą (ok. 2111 m). Do żlebu z Wyżnich Żabich Wrótek opada z niej rynna zwana Kominem Świerza.
Żabi Mnich i inne obiekty w jego południowo-zachodniej grani są jednym z najpopularniejszych terenów wspinaczkowych w okolicach Morskiego Oka. Od południowo-wschodniego brzegu Czarnego Stawu pod Rysami taternicy wydeptali wyraźną wejściowo-zejściową ścieżkę na Wyżnią Białowodzką Przełączkę. Prowadzi ona Wyżnim Białczańskim Żlebem lub jego orograficznie lewą grzędą. Jest eksponowana, jej najłatwiejsza wersja omijająca próg ma I stopień trudności w skali tatrzańskiej i czas przejścia 1 godz.

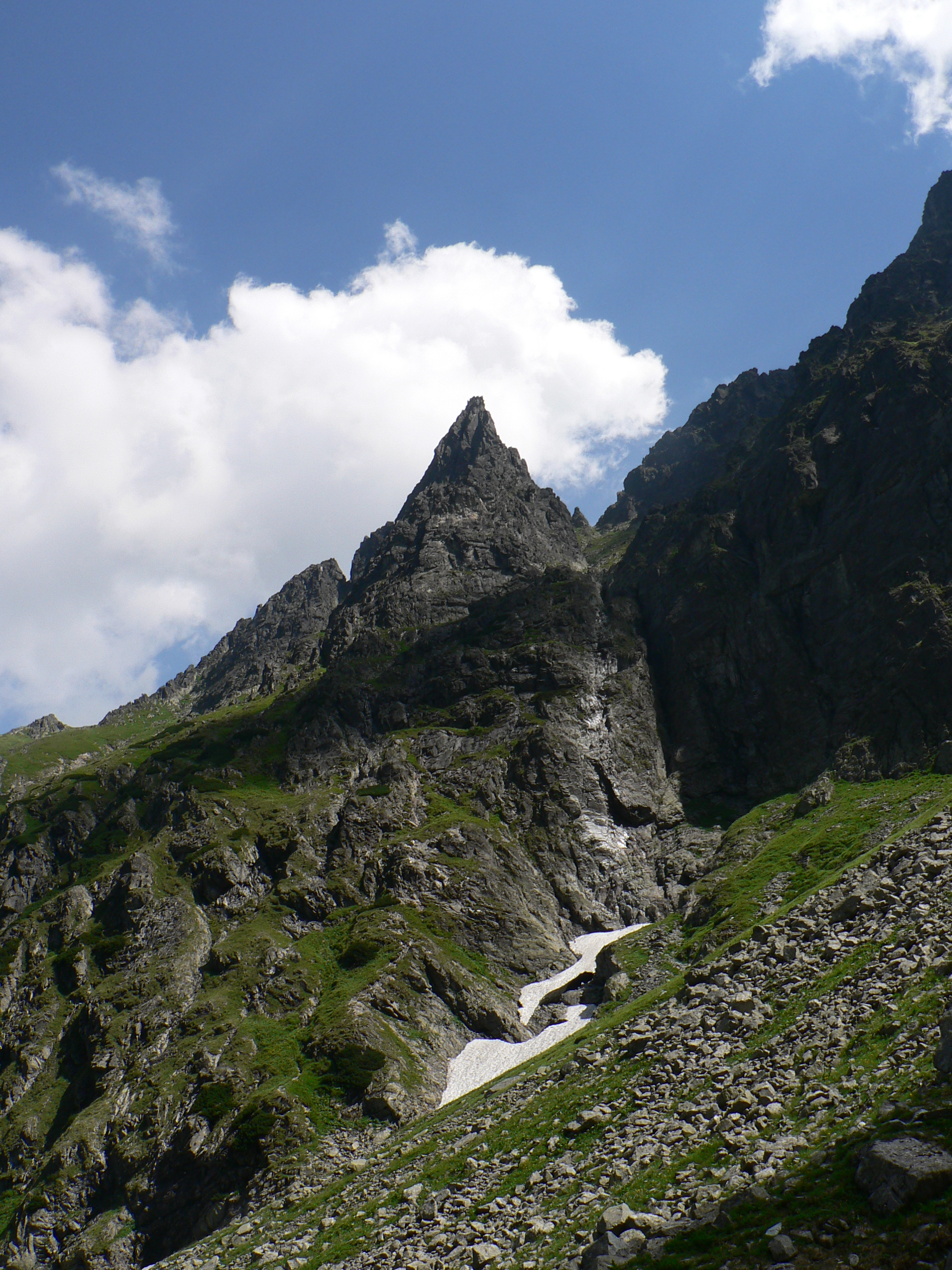
Żabi Mnich ze szlaku na Rysy
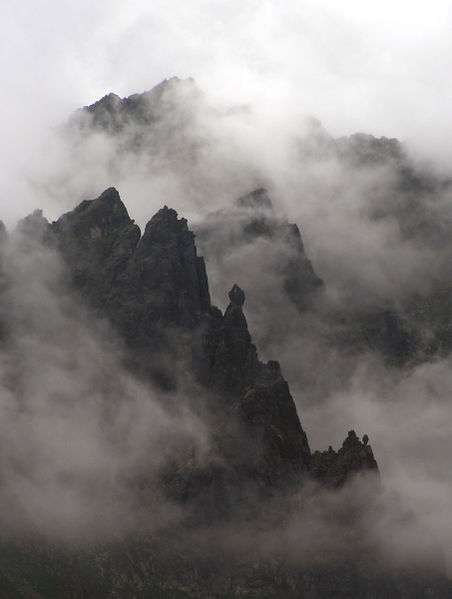
Żabi Mnich i Żabia Lalka
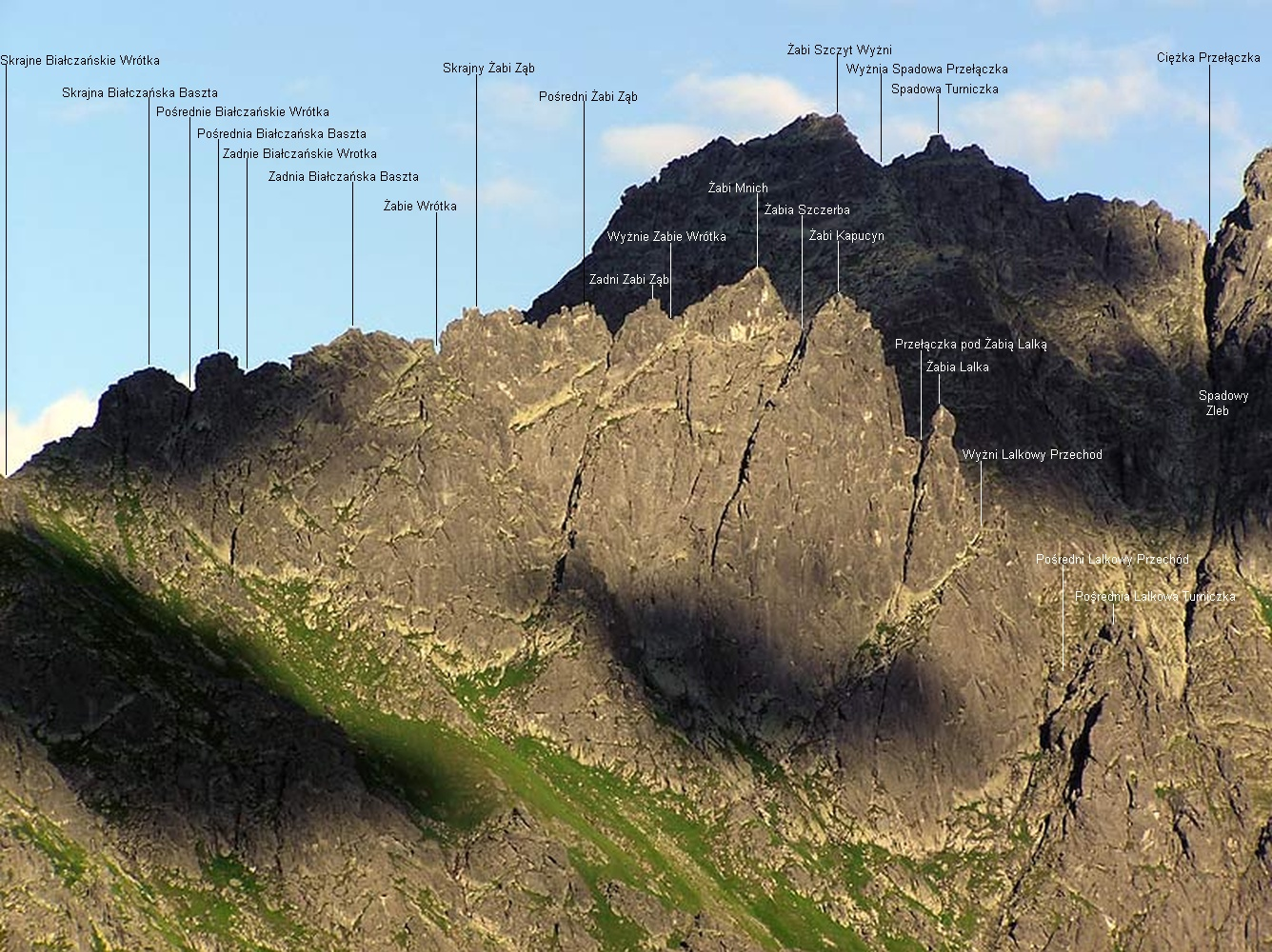
Widok od zachodu
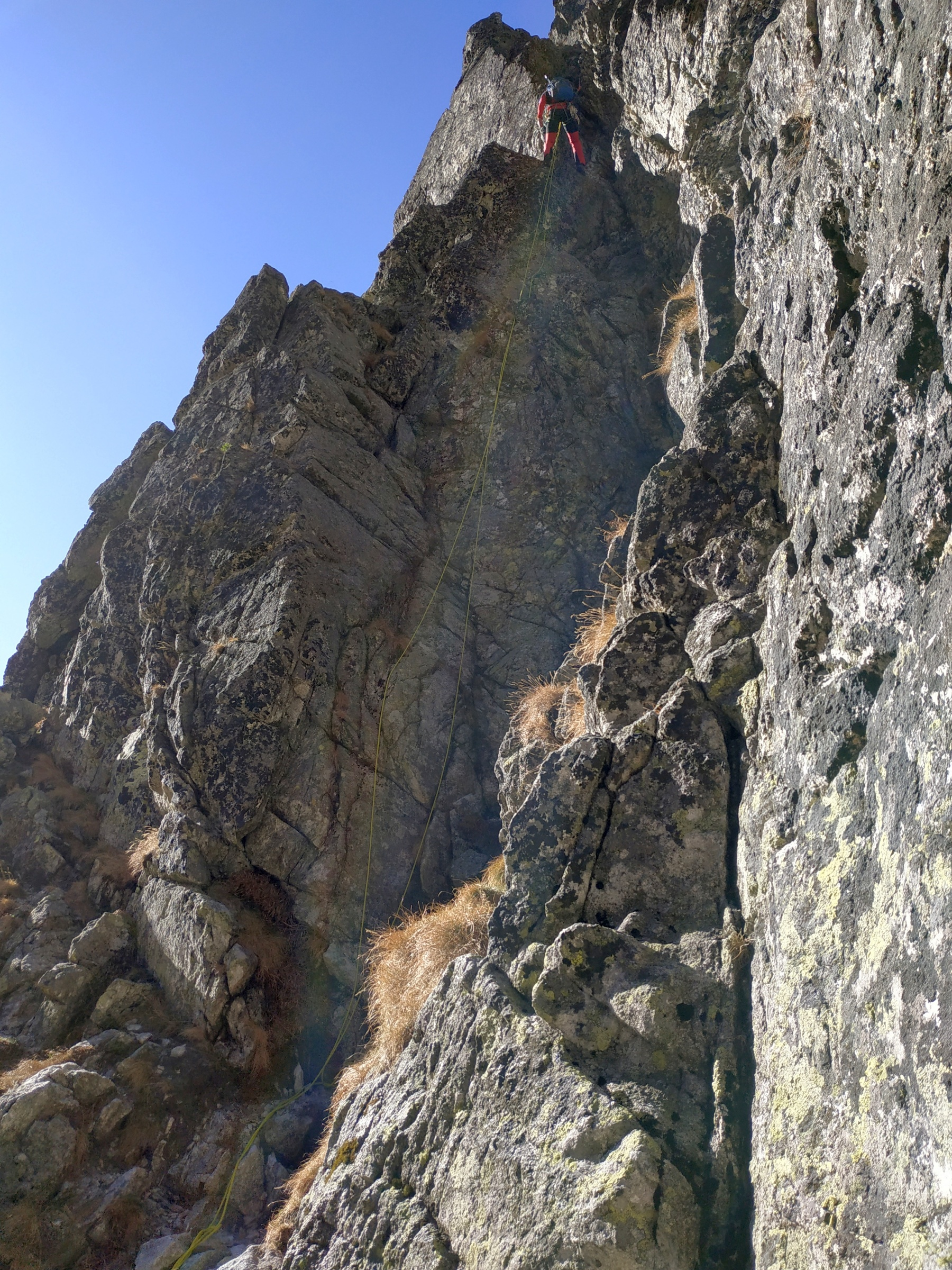
Wspinaczka na Żabim Mnichu
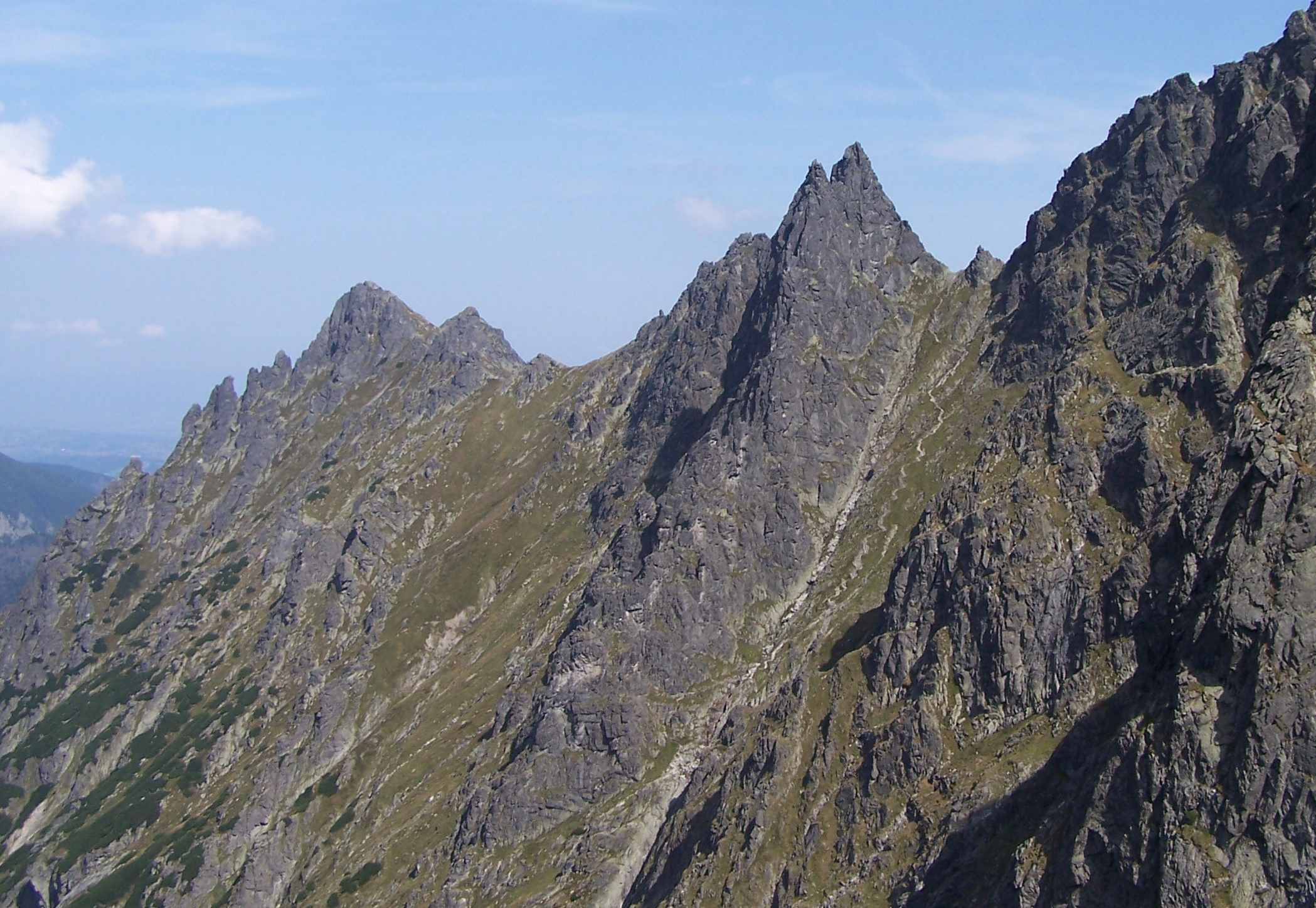
Grań Żabiego Mnicha na środku
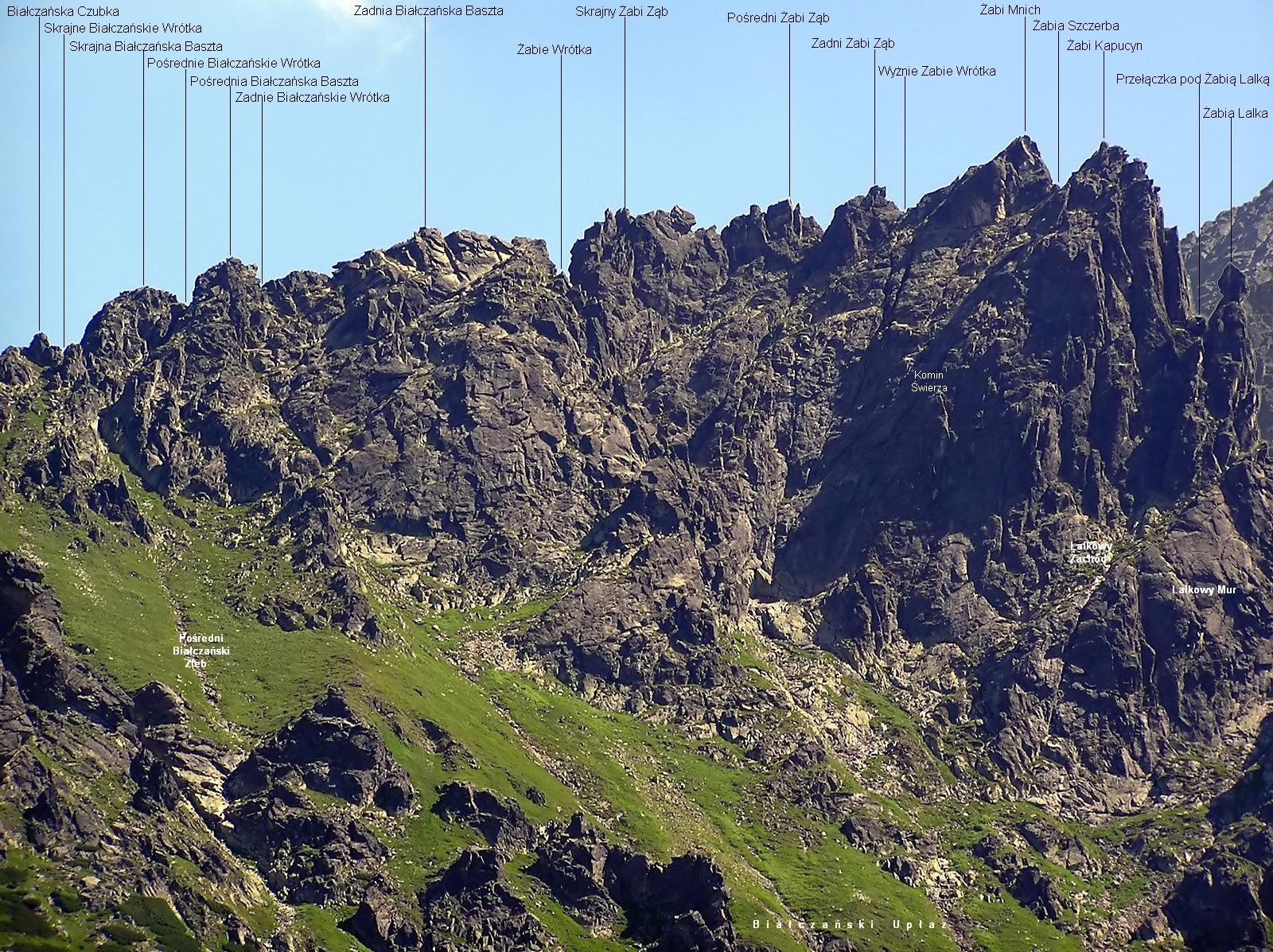
Widok od północy

## Taternictwo
Żabi Mnich ma trzy ściany, w których taternicy poprowadzili wiele dróg wspinaczkowych.
- Ściana północno-zachodnia. Jest najbardziej popularna. Ma około 200 m wysokości i zbudowana jest z litych płyt. W jej górnej części znajduje się lekko wznoszący się Płytowy Zachód[2].

1. Prawą częścią ściany; IV, 1 godz.
2. Droga Żuławskich (środkową częścią ściany); IV, 1 godz. 30 min
3. Północno-zachodnim filarem
4. Lewą częścią ściany; III, 1 godz.
5. Z Żabich Wrótek z ominięciem grani; I, 15 min
6. Północną granią; IV, A0 (zjazd 6 m), 1 godz. 30 min[2]

- Wschodnia ściana Żabiego Mnicha i Żabich Zębów. Ma około 100 m wysokości. Opada z Żabiego Mnicha i Żabich Zębów na Białczańską Ławkę tworzącą jej podstawę. Orograficznie prawe ograniczenie ściany tworzy depresja opadająca z Żabich Wrótek, lewe południowo-wschodnia grań Zabiego Mnicha[2].

1. Prawą częścią wschodniej ściany na Skrajny Zabi Ząb; IV, 2 godz. 30 min
2. Lewą częścią wschodniej ściany; częściowo III, 1 godz.[2]

- Ściana południowo-wschodnia. Ma około 80 m wysokości i opada do najwyższej części Wyżniego Białowodzkiego Żlebu. Jest w niej wielkie zacięcie nakryte dużym okapem[2].

1. Południowo-wschodnią ścianą; V, 1 godz.
2. Południowo-wschodnim filarem; VI, 2 godz.
3. Południową ścianą; VI, miejsce A0, miejsce A1
4. Południowo-zachodnią granią, z Żabiej Szczerby; II, 15 min[2]

- Historia zdobycia. Jako pierwsi 18 sierpnia 1907 r. na Żabim Mnichu stanęli Janusz Chmielowski, Adam Kroebl, Adam Staniszewski i przewodnik Józef Gąsienica Tomków. Pierwsze zdobycie szczytu zimą należy do Jana Kazimierza Dorawskiego, Kazimierza Piotrowskiego i Adama Sokołowskiego (6 kwietnia 1925 r.)[3].